# Gammarus daiberi
Gammarus daiberi is een vlokreeftensoort uit de familie van de Gammaridae. De wetenschappelijke naam van de soort werd in 1969 voor het eerst geldig gepubliceerd door Bousfield.

## Verspreiding
Gammarus daiberi is inheems in het oosten van de Verenigde Staten. Geïntroduceerde populaties zijn bekend uit Californië, waar het wordt gevonden in gebieden met een laag zoutgehalte van de Baai van San Francisco. Deze soort is verzameld in ballastwater aan boord van olietankers die uit Alaska binnenkwamen en deze vector kan de verspreiding ervan langs de westkust van Noord-Amerika bevorderen.